# 劉粋
劉粋（劉粹、りゅう すい、375年 - 427年）は、東晋から南朝宋にかけての軍人・官僚。字は道沖。本貫は沛国相県。

## 経歴
征虜将軍の劉恢の孫にあたる。京口に在住し、揚州従事を初任とした。元興3年（404年）、劉裕が桓玄を討つべく起兵すると、劉粋はその下で参建武軍事となった。劉裕による建康の平定に従い、参鎮軍事をつとめた。まもなく建武将軍・沛郡太守の官を加えられた。さらに下邳郡太守を兼ね、車騎参軍・中軍参軍をつとめた。義熙5年（409年）、南燕に対する北伐に参加し、戦功を挙げて西安県五等侯に封じられた。義熙6年（410年）、凱旋すると、中軍諮議参軍に転じた。盧循が建康に迫ると、劉粋は劉裕の命を受けて4歳の劉義隆を奉じて京口に駐屯した。游撃将軍の号を受けた。建威将軍・江夏国相に転じた。
義熙8年（412年）、劉裕は劉粋の族兄にあたる劉毅を討とうと図った。劉裕の部下たちは夏口にいる劉粋を信用しなかったが、劉裕は劉粋をますます信任していた。劉裕の軍が西に進軍してくると、劉粋は誠意を尽くして迎えた。劉毅が平定されると、劉粋は灄陽県男に封じられた。母が死去したため、辞職して喪に服した。義熙11年（415年）、劉裕が司馬休之を討つべく兵を発すると、劉粋は寧朔将軍・竟陵郡太守に任じられ、水軍を率いて長江をさかのぼった。義熙12年（416年）、輔国将軍の号を受けた。相国右司馬となり、侍中・中軍司馬・冠軍将軍の位を受け、左衛将軍に転じた。
永初元年（420年）、劉裕が即位すると、劉粋は建安県侯に改封された。永初2年（421年）、監吏を使役したことから、免官された。まもなく都督江北淮南諸軍事・征虜将軍・広陵郡太守として復任した。永初3年（422年）、都督豫司雍并四州南豫州之梁郡弋陽馬頭三郡諸軍事・豫州刺史に任じられ、梁郡太守を兼ねて、寿陽に駐屯した。
景平元年（423年）、劉粋は将軍の李徳元を派遣して許昌を襲撃させ、北魏の潁川郡太守の庾龍を殺害させた。景平2年（424年）、譙郡の60家族あまりが離反して北魏に投じ、趙炅・秦剛らの6家族が後悔して陳留郡襄邑県の謀等村に帰投した。劉粋は部将の苑縦夫を派遣して離反した家族らを追わせたが及ばず、苑縦夫は腹いせに謀等村の30家族・男子137人・女子162人を虐殺して、財産を没収した。劉粋はこの事件の責任を問われて寧朔将軍に降格された。
元嘉元年（424年）8月、文帝が即位すると、劉粋は使持節・都督雍梁南北秦四州荊州之南陽竟陵順陽襄陽新野隨六郡諸軍事・征虜将軍・領寧蛮校尉・雍州刺史・襄陽新野二郡太守に任じられた。労役を簡素化して民衆の負担を軽減し、沙門2000人あまりを還俗させて、府の書記として任用した。元嘉3年（426年）、謝晦を討つべく、劉粋は弟の劉道済や龍驤将軍の沈敞之を従えて、陸の道から江陵に向かった。劉粋は劉道済に竟陵国内史を代行させ、沈敞之や南陽郡太守の沈道興とともに沙橋に進軍したが、謝晦の司馬の周超に敗れて、兵の死傷者は過半におよび、寧朔将軍に降格された。元嘉4年（427年）、死去した。享年は53。安北将軍の位を追贈された。

## 子女
- 劉懐之（庶長子、臨川国内史、臧質とともに反乱を起こし殺害された）
- 劉曠之（後嗣、晋熙郡太守）

## 伝記資料
- 『宋書』巻45 列伝第5
- 『南史』巻17 列伝第7